# SILK
SILK est  un format de compression audio et codec utilisé par Skype. Il a été développé par  Skype Technologies. Il vient en remplacement d'un autre codec SVOPC codec. 
Proposé comme standard à l'IETF en opposition avec CELT, il a été par la suite intégré avec ce dernier dans le codec Opus Interactive Audio Codec.

## Détails
Le concepteur annonce que SILK utilise la fréquence d'échantillonnage de 8, 12, 16 ou 24 kHz et un débit binaire entre 6 et 40Kbits/s. Il peut utiliser un algorithme de 25ms de latence

## Licence
SILK est disponible sous licence ouverte.
Pour obtenir plus de détails sur le codec, il faut fournir son nom, son adresse, son téléphone, une description sur la manière dont SILK sera utilisé .

## Histoire
SilK remplace SVOPC utilisé précédemment, qui intégrait plusieurs codecs (iSAC and iLBC) propriétés de Global IP Solutions. Le codec a été développé pendant plus de 3 ans au sein de Skype Technologie. Ce n'est que le 7 janvier 2009 que le codec rentre dans Skype au sein de la version 4.0 béta 3. La version 4.0 finale sortira ensuite le 3 février de  la même année.
Le 3 mars 2009, Skype Technologie annonce la possibilité d'utiliser de manière gratuite son codec SILK
Le 6 juillet 2009, le codec SILK est proposé comme standard à l'IETF. Cette proposition entrait en conflit avec CELT un autre codec audio sur le segment d'un codec audio compatible avec RTP qui avait été proposé en mai 2009
Finalement, l'IETF utilisa les deux codecs pour créer le codec hybride Opus (aussi appelé "Harmony") qui a été proposé à l'IETF en septembre 2010. Opus est un standard de l'IETF depuis 10 septembre 2012

## Usage
- La version stable de SILK a été utilisé pour la première fois dans Skype 4.0 beta 3 pour Windows, sortie le 7 janvier 2009[5]
- La version finale de Skype 4.0 est sortie le 3 février 2009[12],[13]
- Le 22 mars 2011, Steam a commencé à utiliser le codec SILK pour les communications vocales intégrées à ses jeux[14].
- Le jeu Team Fortress 2 a intégré ce codec dans son système de communication[15]